# Five Live Yardbirds
Five Live Yardbirds — дебютный (концертный) альбом британской блюз-рок группы The Yardbirds, выпущенный 4 декабря 1964 года лейблом Columbia. Альбом был издан только в Великобритании, в США не издавался.

## Об альбоме
В феврале 1964 года группа Yardbirds заключила контракт со звукозаписывающим лейблом Columbia Graphophone Company, и в декабре того же года выпустила свой первый альбом Five Live Yardbirds, составленный из концертных записей, сделанных в марте в легендарном клубе Marquee в Лондоне. 
Альбом состоит из кавер-версий десяти блюзовых и ритм-энд-блюзовых песен, включающих «Too Much Monkey Business» Чака Берри, «I’m a Man» Бо Диддли, «Smokestack Lightnin'» Хаулина Вулфа и «Good Morning, Little School Girl». Этот альбом, вместе с другим концертным альбомом Sonny Boy Williamson and the Yardbirds, представляет одну из самых ранних записей Эрика Клэптона.

## Список композиций
| №  | Название                           | Автор(ы)                                   | Длительность |
| -- | ---------------------------------- | ------------------------------------------ | ------------ |
| 1. | «Too Much Monkey Business»         | Chuck Berry                                | 3:51         |
| 2. | «I Got Love If You Want It»        | James Moore a.k.a. Slim Harpo              | 2:40         |
| 3. | «Smokestack Lightnin'»             | Howlin' Wolf                               | 5:35         |
| 4. | «Good Morning, Little School Girl» | Don Level, Bob Love                        | 2:42         |
| 5. | «Respectable»                      | O'Kelly Isley, Ronald Isley, Rudolph Isley | 5:35         |

| №                   | Название            | Автор(ы)                         | Длительность |
| ------------------- | ------------------- | -------------------------------- | ------------ |
| 1.                  | «Five Long Years»   | Eddie Boyd                       | 5:18         |
| 2.                  | «Pretty Girl»       | Ellas McDaniel a.k.a. Bo Diddley | 3:04         |
| 3.                  | «Louise»            | John Lee Hooker                  | 3:43         |
| 4.                  | «I’m a Man»         | McDaniel                         | 4:33         |
| 5.                  | «Here 'Tis»         | McDaniel                         | 5:10         |
| Общая длительность: | Общая длительность: | Общая длительность:              | 42:11        |

## Участники записи
- Эрик Клэптон — соло-гитара, вокал (на «Good Morning Little Schoolgirl»)
- Крис Дрейя — ритм-гитара
- Джим Маккарти — ударные
- Кит Релф — основной вокал (кроме «Good Morning Little Schoolgirl»), губная гармошка
- Пол Самвелл-Смит — бас-гитара, вокал (на «Good Morning Little Schoolgirl»)